# HMS Superb (1907)
La HMS Superb è stata una nave da battaglia classe Bellerophon della Royal Navy. Venne impostata il 6 febbraio 1907 nei cantieri Armstrong Whitworth, varata il 7 novembre 1907 ed entrò in servizio il 29 maggio 1909. La sua costruzione venne ritardata da problemi nei cantieri.
All'entrata in servizio venne assegnata al Primo Squadrone da Battaglia della Home Fleet dove rimase fino al trasferimento al Quarto Squadrone da Battaglia avvenuto nel 1915. Divenne ammiraglia della Terza Divisione composta anche dalla Iron Duke, ammiraglia della flotta, dalla Royal Oak e dalla Canada. Durante la Battaglia dello Jutland, combattuta tra il 31 maggio ed il 1º giugno 1916 fu l'undicesima nave da guerra della linea di battaglia britannica e sparò 54 colpi da 305 mm senza ricevere alcun danno.
Nel 1918 venne inviata nel Mar Mediterraneo insieme alla Temeraire, divenendo quindi ammiraglia dello Squadrone del Mediterraneo Orientale e successivamente ammiraglia delle forze britanniche nel Mar Nero. Ritornata in patria nel 1919 venne trasferita nella riserva presso il Comando del Nore. Nel 1920 venne disarmata ed utilizzata come bersaglio per esercitazioni di artiglieria e di bombardamento fino al 1922, venendo venduta il 19 marzo 1923 per essere demolita nei cantieri Stanlee di Dover.